# Stephanie Seymour
Stephanie Michelle Seymour (San Diego, 23 de julho de 1968) é uma supermodelo e atriz norte-americana, considerada uma dos ícones da moda mais influentes das décadas de 1980 e 1990. Ela construiu uma carreira sólida em passarelas internacionais, capas de revistas como Vogue e Sports Illustrated Swimsuit, e como uma das primeiras "Angels" da Victoria's Secret. Paralelamente, lançou uma linha de lingerie, escreveu um guia de beleza e atuou em filmes, séries e videogames.

## Início da vida e formação
Stephanie nasceu em San Diego, Califórnia, filha de um pai desenvolvedor imobiliário e uma mãe cabeleireira. Já aos 15 anos foi finalista do concurso “Look of the Year” da Elite Model Management, recebendo convite para trabalhar em Paris aos 16.

## Carreira na moda

### Passarelas e editoriais
Durante os anos 1980 e 1990, atuou em campanhas de marcas como L’Oréal, Chanel, Versace, Dolce & Gabbana e Valentino, e em editoriais para os maiores nomes da fotografia de moda (Herb Ritts, Richard Avedon, Mario Testino). Foi destaque nas edições Sports Illustrated Swimsuit e capa de revistas como Vogue, Elle, Harper’s Bazaar e Allure.

### Victoria's Secret e Playboy
Desempenhou papel central como modelo de lingerie e hosiery para a Victoria’s Secret entre 1993 e 2000. Posou para a revista Playboy em 1991 e novamente em 1993.

### Empreendimentos posteriores
Em 1998 lançou o livro Stephanie Seymour’s Beauty Secrets for Dummies, com dicas de beleza. Em 2017, cofundou a linha de lingerie Raven & Sparrow, vendida em lojas como Barneys New York. Em 2014 tornou-se rosto global da Estée Lauder e continuou ativa com campanhas para marcas como Gap e Hermès.

## Atuação
Em 1994, participou do videogame Hell: A Cyberpunk Thriller como a personagem Cynna Stone. 
Interpretou a pintora Helen Frankenthaler no filme Pollock (2000).
Em 2002, foi Sara Lindstrom em um episódio de Law & Order: Criminal Intent (“Crazy”).

## Vida pessoal
Aos 14 anos teve relacionamento com John Casablancas, fundador da Elite, enquanto ele dirigia a agência. Casou-se com o músico Tommy Andrews em 1989, com quem teve um filho, Dylan (1991); o casamento terminou em 1990. Em 1991 teve um relacionamento com Axl Rose e participou dos clipes “Don’t Cry” e “November Rain”. Desde 1993 mantém relacionamento com o empresário Peter Brant, casando-se em 1995; tiveram três filhos: Peter II (1993), Harry (1996–2021) e Lilly (2004). Divorciou-se em 2009 e reconciliou-se em 2010. Harry faleceu em 2021, vítima de overdose acidental.

## Estilo e legado
Considerada uma das "supermodels originais", Seymour foi elogiada por Richard Avedon como tendo “o corpo perfeito” e foi vista como musa de estilistas como Azzedine Alaïa. Em 2019 retornou à passarela, fechando o desfile da Versace em Milão aos 51 anos. Em 2015 reencontrou fama com sua estreia no Instagram, reafirmando seu papel como influenciadora de beleza e moda.

## Publicações
Stephanie Seymour’s Beauty Secrets for Dummies (Wiley, 1998)

## Filmografia
| Videoclipes Musicais | Videoclipes Musicais          | Videoclipes Musicais | Videoclipes Musicais | Videoclipes Musicais |
| Ano                  | Clipe                         | Papel                | Notas                | Ref.                 |
| -------------------- | ----------------------------- | -------------------- | -------------------- | -------------------- |
| 1991                 | Guns N' Roses - Don't Cry     | Amante               |                      |                      |
| 1991                 | Guns N' Roses - November Rain | Noiva                |                      |                      |
| Jogos Eletrônicos    |                               |                      |                      |                      |
| Ano                  | Game                          | Papel                | Notas                | Ref.                 |
| 1995                 | Hell: A Cyberpunk Thriller    | Cynna Stone          |                      | [ 1 ]                |
| Cinema               |                               |                      |                      |                      |
| Ano                  | Filme                         | Papel                | Notas                | Ref.                 |
| 1994                 | Sunny Side Up                 | Ela mesma            |                      | [ 2 ]                |
| 2000                 | Pollock                       | Helen Frankenthaler  |                      |                      |
| 2013                 | Mademoiselle C                | Ela mesma            |                      |                      |
| Televisão            |                               |                      |                      |                      |
| Ano                  | Seriado                       | Papel                | Notas                | Ref.                 |
| 2002                 | Law & Order: Criminal Intent  | Sara Lindstrom       | Episódio "Crazy"     |                      |

## Curiosidades
- A revista Paris Match nomeou-a a mais bonita modelo de 1994.
- A revista People, a primeira entre as 50 pessoas mais bonitas do mundo.[3]
- Em 1998 foi classificada em número 61 na lista da Playboy das "100 estrelas mais sexy do século XX".[3]